# Berghia columbina
Berghia columbina is een slakkensoort uit de familie van de Aeolidiidae. De wetenschappelijke naam van de soort is voor het eerst geldig gepubliceerd in 1990 door Garcia-Gomez & Thompson.